# أليس بول (ناشطة نسوية)
كانت أليس ستوكس بول (11 يناير 1885 – 9 يوليو 1977) ناشطة أمريكية داعية إلى حق النساء في التصويت والنسوية وحقوق المرأة، وأحد قادة ومخططي التعديل التاسع عشر للدستور الأمريكي، والذي يجرّم التمييز الجنسي في الحق في التصويت. أطلفت بول –بمساعدة لوسي بيرنز- حملات إستراتيجية مثل عملية حق المرأة في التصويت وعملية الحراس الصامت، واللتان كانتا جزءا من الحملة الناجحة التي أدت إلى عملية تعديل الدستور في 1920.
بعد 1920، قضت بول نصف قرن كقائدة للحزب الوطني للمرأة، والذي حارب من أجل تعديل المساواة في الحقوق والذي كتبته بول وكريستال إيستمن، بهدف تحصين المساواة الدستورية للنساء. حققت بول درجة عالية من النجاح من خلال ضم النساء كمجموعة محمية ضد التمييز من خلال قانون الحقوق المدنية في عام 1964.

## الخلفية

### النشأة
وُلدت أليس بول في 11 يناير 1885 في ماونت لوريل تاونشيب، نيوجيرسي. كانت أليس الأكبر بين أربعة أطفال لويليام بن مؤسس جمعية الأصدقاء الدينية في بنسلفانيا. إخوانها هم ويلام وهيلين وباري. عاشت بول في كواكر للخدمة العامة حيث كان من أسلافها مساهمين في مجلس مراسلات نيوجيرسي في فترة الثورة وكقادة تشريعيين للدولة في القرن التاسع عشر. تعلمت أليس عن منع المرأة من التصويت لأول مرة من أمها والتي كانت عضوة في المؤسسة الوطنية الأمريكية لحق المرأة في التصويت (NAWSA). شاركت بول أمها أحيانا وحضرت بعض اجتماعات المؤسسة.

### التعليم
ذهبت بول إلى مدرسة أصدقاء مورزتاون حيث تخرجت في مقدمة صفها. في 1901، التحقت بول بكلية سوارثمور وهي مؤسسة شارك جدها في تأسيسها. أثناء ذهابها إلى سوارثمور، خدمت بول كعضوة قي المجلس التنفيذي لطلاب الحكومة، وهي التجربة التي ستطلق شرارة اهتمام بول بالنشاط السياسي. تخرجت بول من كلية سوارثمور بدرجة البكالوريوس في الأحياء في 1905.
حتى تتجنب انخراطها في مهنة التدريس، أكملت بول سنة زمالة في منزل كلية ستلمنت بمدينة نيويورك بعد تخرجها حيث عاشت على الجانب الشرقي الأسفل في منزل كلية ستلمنت. أثناء العمل في ستلمنت، علمتها النشاطات بخصوص الحاجة إلى المساواة في أمريكا، ومن هنا قررت أليس أن العمل الاجتماعي ليس هو الطريق لتحقيق هذا الهدف: «عرفت في فترة قصيرة أنني لم أستمر في كوني عاملة اجتماعية، لأنني استطعت أن أرى أن العمال الاجتماعيين لم يكونوا يقدمون الكثير من الخير للعالم... لن يمكنك تغيير الوضع من خلال العمل الاجتماعي».
حصلت بول بعد ذلك درجة الماجستير في الفنون من جامعة بنسيلفانيا في 1907، بعد أن أكملت مساقا في العلوم السياسية وعلم الاجتماع وعلم الاقتصاد. استمرت بول في دراساتها في مركز دراسة وودبروك كواكر في برمنغهام (إنجلترا)، وأخذت فصولا في علم الاقتصاد في جامعة برمنغهام أثناء استمرارها في الحصول على المال من عملها كعاملة اجتماعية. استمعت إلى كريستابيل بانكيرست تتحدث لأول مرة في بيرمنغهام. بعد ذلك انتقلت بول إلى لندن لدراسة علم الاجتماع وعلم الاقتصاد في كلية لندن للاقتصاد حيث انضمت هنام إلى الاتحاد الاجتماعي والسياسي للمرأة الذي تقوده كريستابيل وأمها إميلين بانكيرست. اعتُقلت أليس عدة مرات أثناء احتجاجاتها على حق المرأة في التصويت وقصت ثلاث فترات في السجن. بعد عودتها من إنجلترا في 1910، أكملت بول دراستها في جامعة بنسيلفانيا لتتحصل على درجة الأستاذية في علم الاجتماع. كانت رسالتها تحت عنوان «الموقف القانوني للمرأة في بنسيلفانيا» والذي ناقشت فيه تاريخ الحركات النسائية في بنسيلفانيا وباقي الولايات المتحدة، وحثت على توفير حق المرأة في التصويت كقضية محورية لهذا الوقت.
بعد ذلك تحصلت بول على درجتها في القانون من جامعة واشنطن للقانون بالجامعة الأمريكية في 1922، بعد نهاية الكفاح من أجل حق المرأة في التصويت. في 1927، حصلت بول على درجة الماجستير في القانون، وفي 1928 حصلت على درجة الدكتوراه في القانون المدني من الجامعة الأمريكية.

## السيرة المهنية

### بريطانيا

#### الأعمال المبكرة في بريطانيا من أجل حق المرأة في التصويت
في 1907، بعد إكمال درجة الماجستير في جامعة بنسيلفانيا، انتقلت بول إلى إنجلترا حيث أصبحت معنيّة كثيرا بحركة حق المرأة في التصويت في بريطانيا، حيث شاركت في المظاهرات والوقفات الخاصة بالاتحاد الاجتماعي والسياسي للمرأة بصورة دورية. بعد تجربة التحول بمشاهدة كريستابيل بانكيرست تلقي خطابا في جامعة برمنغهام، أصبحت بول مولعة بالحركة. أصبحت بول معنيّة في البداية من خلال بيع مجلة «نشطاء حق المرأة في التصويت» في الشوارع. كانت هذه مهمة شاقة بسبب العدوانية تجاه نشطاء حق المرأة في التصويت وفتح ذلك عينيها على الانتهاكات التي تتعرض لها النساء في الحركة. أقنعتها هذه التجارب بالإضافة إلى تعاليم البروفيسور بياتريس ويب أن الأعمال الاجتماعية وأعمال الخير لا يمكن أن يحققا التغير التغيرات الاجتماعية المطلوبة في المجتمع، وأن هذا يمكن تحقيقه فقط من خلال الموقف القانوني المتساوي للمرأة.
بينما كانت في لندن، قابلت بول لوسي بيرنز وهي ناشطة أمريكية صديقة والتي ستصبح حليفة هامة طوال فترة الكفاح من أجل حق المرأة في التصويت في إنجلترا ولاحقا في الولايات المتحدة. كسبت المرأتان سريعا ثقة أعضاء الاتحاد الاجتماعي والثقافي للمرأة وبدأتا في تنظيم الأحداث والحملات. عندما حاولت إميلين بانكيرست أن تنشر الحركة إلى سكتلندا، رافقها كل من بول وبيرنز كمساعدين لها.
اكتسبت بول سريعا ثقة أعضاء الاتحاد الاجتماعي والثقافي للمرأة من خلال كل من مهارتها وبلاغتها البصرية وإرادتها في أن تضع نفسها في خطر جسدي من أجل زيادة رؤية حركة حق المرأة في التصويت. بينما كانت بول في مركز قيادة الاتحاد الاجتماعي والثقافي للمرأة في إدنبرة، وضعت بول وصديقاتها خطة للتظاهر احتجاجا على خطاب وزير الخارجية السير إدوارد غراي. قبل الخطاب بأسبوع، تحدثن مع الناس في الشارع لتعزيز المعرفة بخصوص ما كنّ يتظاهرن ضده. في الاجتماع بعد أن تحدث غراي عن التشريع المقترح ادعى أنه سيؤدي إلى الرفاهية. وقفت بول واستعجبت قائلة: «حسنا إن هذه فعلا أفكار رائعة، ولكن ألا يمكنك تطبيقها أيضا على النساء؟» استجابت الشرطة بسحلها خارج الاجتماع وفي الشوارع حتى مركز الشرطة حيث أُلقي القبض عليها. كما هو مخطط، رأي الكثيرون هذا التصرف كتكميم لاحتجاج شرعي وأدى إلى زيادة التغطية الصحفية وتعاطف العامة.
احتوت الأحداث التالية على مخاطر جسدية أكثر. قبل اجتماع سياسي في صالة القديس أندرو في غلاسغو في أغسطس 1909، خيمت بول على سطح القاعة حتى تتمكن من التحدث إلى الجمهور في الأسفل. عندما أجبرتها الشرطة على النزول، هلل الجمهور لمجهوداتها. لاحقا عندما حاولت بول وبيرنز وصديقاتها من المدافعات عن حق المرأة في التصويت، عندما حاولن دخول الحدث، قامت الشرطة بضربهن وحاول المارة من المتعاطفين حمايتهن. بعد أن تم القبض على بول وصديقاتها، تجمع الجمهور خارج مركز الشرطة مطالبين بالإفراج عنهن.
في 9 نوفمبر 1909 في الاحتفال بيوم السيد العمدة، استضاف السيد عمدة لندن مأدبة للوزراء في قاعة المدينة. خططت أليس بول ردا للاتحاد الاجتماعي والثقافي للمرأة، حيث تنكرت هي وأميليا براون كعاملات تنظيف ودخلن المبنى مع العاملات الفليات عند الساعة التاسعة صباحا. بمجرد دخولهن المبنى، اختبأن حتى بدأ الحدث في تلك الليلة. عند تلك النقطة خرجن من مخبأهن و«أخذن مواقعهن». عندما قام رئيس الوزراء هيربرت هنري أسكويث ليلقي خطابه، ألقت براون حذاءها من خلال لوح من الزجاج وصرخت النسوة «الأصوات للنساء!». بعد ذلك الحدث، تم القبض على كل منهما وحُكم عليهما بشهر من الحبس والأعمال الشاقة بعد رفضهن دفع الغرامة والأضرار.

#### العصيان المدني
بينما كانت مرتبطة بالاتحاد الاجتماعي والثقافي للمرأة، تم القبض على بول سبع مرات وأودعت السجن ثلاث مرات. في أثناء مدتها في السجن تعلمت بول تكتيكات العصيان المدني من إيميلين بانكيرست. أحد أهم هذه التكتيكات كان المطالبة بالمعاملة كسجين سياسي عند الاعتقال. لم يرسل هذا رسالة بشرعية المدافعات عن حق المرأة في التصويت للعامة فقط، بل حقق ذلك أيضا فوائد جمة. في العديد من الدول الأوروبية بما في ذلك إنجلترا، أصبح للأسرى السياسيين حالة خاصة: «لم يكن يتم تفتيشهم عند الاعتقال، ولا يودعون السجن مع بقية السكان، ولا يُجبروا على ارتداء زي السجن، ولا يُجبرون على الأكل إذا قاموا بالإضراب عن الطعام». على الرغم من أن المدافعات عن حقوق المرأة في التصويت لم يحصلن غالبا على حالة السجين السياسي، إلا أن هذه الحالة من العصيان المدني أدت إلى اغطية صحفية واسعة للاتحاد الاجتماعي والثقافي للمرأة. على سبيل المثال، أثناء اعتقالها في لندن وبعد رفض طلبها في معاملتها كسجين سياسي، رفضت بول ارتداء زي السجن. بعد فشل مراقبات السجن في إجبارها على ارتداء الزي، طلبن مساعدة الحراس الذكور. وفر هذا العمل غير اللاقئ تغطية إعلامية واسعة لحركة حق المرأة في التصويت.
كان الإضراب عن الطعام هو أحد الكتيكات الأخرى من تكتيكات العصيان المدني. أول من قامت بالإضراب عن الطعام هي ماريون ولاس دانلوب في يونيو 1909. بحلول خريف ذلك العام أصبح الإضراب عن الطعام منتشرا بكثافة بين عضوات الاتحاد الاجتماعي والثقافي للمرأة بسبب فاعليته في إيضاح سوء معاملتهن للعامة وبسبب حصولهن على إطلاح سراح سريع من عنابر السجن. وفر رفض الطعام تأمين إطلاق سراح مبكر لبول أثناء قضائها مدتيها الأولتين. إلا أنه أثناء مدتها الثالثة في السجن، أمر مشرف السجن بإجبارها مرتين على الطعام لإبقاء بول قوية كفاية لإنهاء مدة حبسها.
على الرغم من أن مسؤولي السجن رأوا أن إجبار السجينات على الطعام كان في صالحهن، وصفت بول ورفاقها العملية بأنها كانت تعذيبا. عند نهاية شهرها في الحبس، كانت بول قد أُصيبت بالتهاب المعدة. حُملت بول خارج السجن إلى طبيب ليقوم بفحصها. إلا أنه بعد هذا الحدث، أصبحت صحتها متدهورة بصورة دائمة فكانت تُصاب كثيرا بالزكام والإنفلونزا والذي كان يتطلب أحيانا إيداعها المستشفى.

### الولايات المتحدة
بعد محنة سجنها الأخير في لندن، عادت بول إلى الولايات المتحدة في يناير 1910 لاستكمال استشفائها ولتطوير خطة للكفاح من أجل حق المرأة في التصويت في وطنها. كانت تجارب بول في إنجلترا معروفة بين العامة، وبدأت وسائل الإعلام الأمريكية سريعا متابعة أعمالها عند عودتها إلى أرض الوطن. سارت بول على خطا وودبروك ودينها وقررت سريعا أنها تريد دعم هدف واحد كشهادة. كان الهدف الوحيد الذي اختارته هو الاعتراف بالمرأة كمواطنة متساوية.
أعادت بول انضمامها إلى جامعة بنسيلفانيا لاستكمال درجة الدكتوراه الخاصة بها، بينما كانت تتحدث عن تجاربها في حركة حق المرأة في التصويت الإنجليزية إلى جماهير كواكر، وبدأت العمل على حق المرأة في التصويت في الولايات المتحدة على المستوى المحلي. بعد أن أكملت رسالتها، بدأت بول المشاركة في مسيرات الاتحاد الأمريكي لحق المرأة في التصويت، وفي أبريل 1910 طُلب منها أن تلقي خطابا في المؤتمر السنوي للاتحاد الأمريكي لحق المرأة في التصويت. بعد هذه الفرصة الكبيرة، اقترحت بول وبيرنز على قيادة الاتحاد الأمريكي لحق المرأة في التصويت إقامة حملة لاكتساب تعديلا فيدراليا يضمن حق المرأة في التصويت. كان هذا مناقضا لاستراتيجية الدولة داخل الدولة التي انتهجها الاتحاد الأمريكي لحق المرأة في التصويت. ضحكت قيادة الاتحاد الأمريكي لحق المرأة في التصويت على مقترحات بول وبيرنز، وكان الاستثناء الوحيد هي جين آدمز التي اقترحت عليهما أن يهدئا من خطتهما. كرد على ذلك، طلبت بول وضعها في مجلس المنظمة الخاص بمجلس الشيوخ والنواب (الكونجرس).

## روابط خارجية
- أليس بول على موقع الموسوعة البريطانية (الإنجليزية)
- أليس بول على موقع إن إن دي بي (الإنجليزية)